# Julia Vorholt

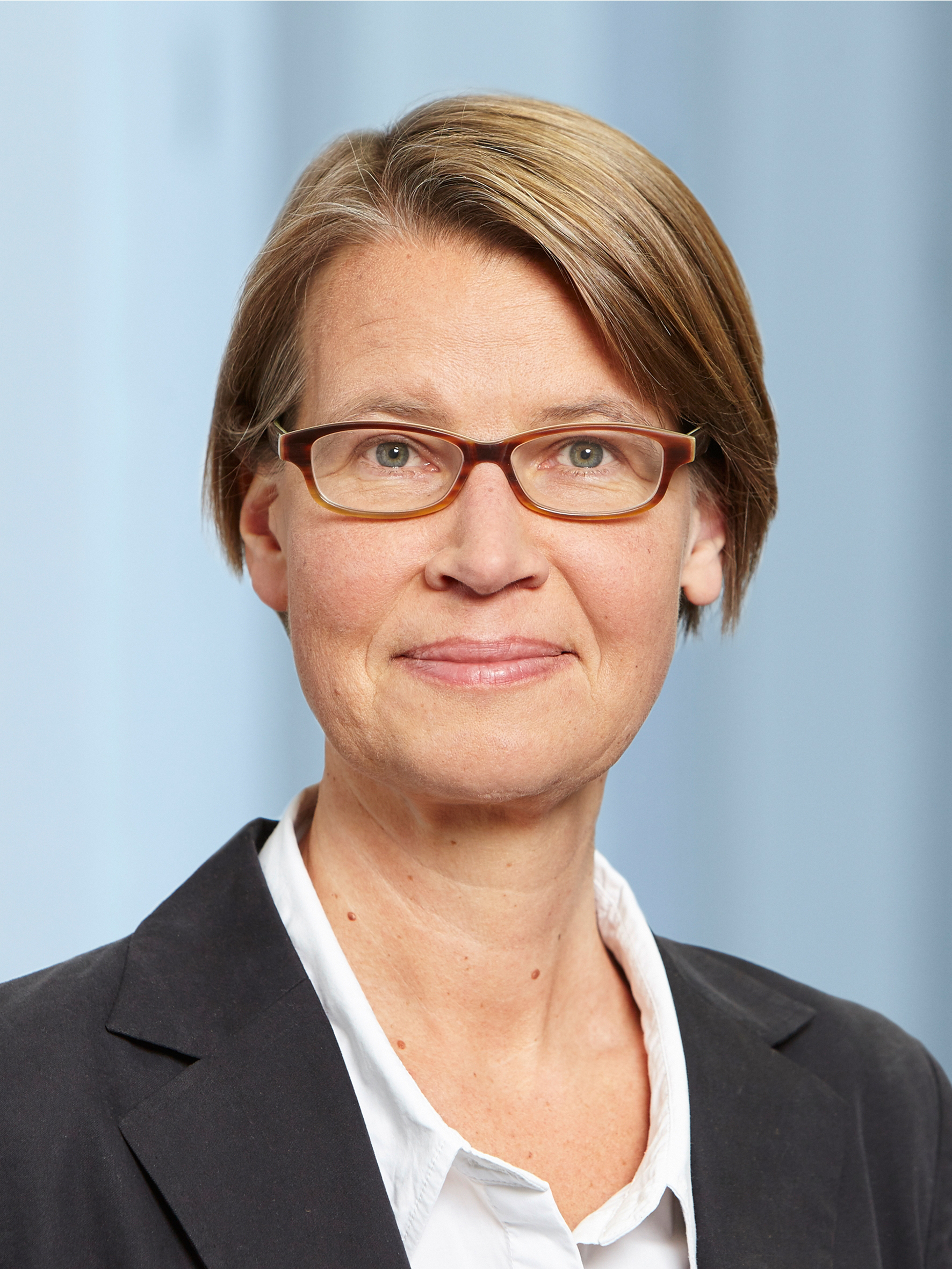
Julia Vorholt (2016)

Julia Anne Vorholt-Zambelli (geboren am 15. September 1969 in Düren) ist eine deutsche Biologin und Professorin für Mikrobiologie an der ETH Zürich.

## Leben
Vorholt absolvierte 1989–1991 ihr Vordiplomstudium an der Universität Bonn und 1991–1994 ihr Diplomstudium an der Philipps-Universität Marburg. 1994–1997 promovierte sie bei Rudolf Thauer dem Jüngeren am Max-Planck-Institut für terrestrische Mikrobiologie über Formylmethanofuran dehydrogenases from methanogenic archaea: The role of iron-sulfur-clusters, molybdenum and tungsten and of selenium. Ab 1998 war sie Postdoktorandin an der University of Washington. Von 1999 bis 2001 war sie Gruppenleiterin am Max-Planck-Institut für terrestrische Mikrobiologie; 2002 habilitierte sie in Mikrobiologie an der Philipps-Universität Marburg. Ab 2001 war sie Gruppenleiterin am CNRS Laboratoire des Interactions Plantes Microorganismes in Toulouse, 2006 wurde sie Associate Professor an der ETH Zürich. Im Jahr 2012 wurde Julia Vorholt zum Mitglied der Deutschen Akademie der Naturforscher Leopoldina gewählt, 2019 in die European Molecular Biology Organization und 2024 zum Mitglied der National Academy of Sciences. 2025 wurde sie Mitglied der Academia Europaea.
Vorholt ist verheiratet und hat zwei Kinder.

## Arbeit
Im Jahr 2010 isolierten US-amerikanische Forscher des NASA Astrobiology Institute um Felisa Wolfe-Simon im stark arsen- und salzhaltigen Mono Lake Bakterien, welche der ersten Annahme nach anstelle von Phosphor Arsen zur Synthese von Biomolekülen (z. B. DNA, RNA) nutzen könnten. Dies wurde als Ausgangspunkt für mögliche Erkenntnisse über Lebensformen auf anderen Planeten und ihre Entstehung gesehen. Mithilfe von hochauflösender Massenspektrometrie konnten Vorholts Gruppe und andere Wissenschaftler jedoch zeigen, dass in den Bakterien zwar arsenhaltige Moleküle detektierbar sind; diese entstehen jedoch spontan und es herrscht keine aktive Bildung dieser Moleküle vor. Zudem wies die Forschungsgruppe nach, dass die Bakterien Arsen nicht verstoffwechseln, sondern über einen normalen Phosphatmetabolismus verfügen. Die Bakterien wachsen nur, wenn das Nährmedium eine gewisse Menge an Phosphor enthält. Diese Menge war im Nährmedium des Astrobiology Institute als Verunreinigung enthalten. Die Ergebnisse wurden in Science veröffentlicht.

## Auszeichnungen
- 1998: Otto-Hahn-Medaille
- 1999: Promotionspreis der Vereinigung für Allgemeine und Angewandte Mikrobiologie
- 2005: Phyllosphere 50th Anniversary Young Investigator award, Oxford